# Ricardo Peláez
Ricardo Paláez, född 14 mars 1963 i Mexico City, är en före detta mexikansk fotbollsspelare. Paláez var med Mexikos landslagstrupp i VM 1998 då de tog sig till åttondelsfinal. Paláez gjorde 2 mål i det mästerskapet, mot Sydkorea och Holland.